# ویلفرید جانسون
ویلفرید جانسون (انگلیسی: Wilfrid Johnson; ۱۵ اکتبر ۱۸۸۵ – ۲۱ ژوئن ۱۹۶۰) بازیکن لاکراس اهل بریتانیا بود.